# Karl Waitz
Karl Moritz Waitz, auch Carl Waitz, (* 19. Januar 1853 in Marburg; † 12. September 1911 in Tübingen) war ein deutscher Physiker und Astronom.
Karl Waitz war der Sohn des Psychologen, Anthropologen und Pädagogen Theodor Waitz, der Professor in Marburg war. Waitz studierte in Heidelberg und Berlin, wo er 1881 promovierte (Über die Diffusion der Gase) und war Assistent an der Technischen Hochschule in Karlsruhe. 1883 habilitierte er sich in Physik in Tübingen (Über den Einfluss der galvanischen Polarisation auf die Änderung der Reibung) 1891 wurde er außerordentlicher Professor für Theoretische Physik an der Eberhard-Karls-Universität Tübingen. 1907 wurde er dort ordentlicher Honorarprofessor für Physik und Astronomie.
Er war mit Thekla Puchelt (1862–1952) verheiratet, der ersten Gemeinderätin in Tübingen und Mitbegründerin der Volksbibliothek in Tübingen.
Er war Mitarbeiter am von Adolf Winkelmann herausgegebenen  Handbuch der Physik (Artikel Diffusion, Elektrodynamik und Induktion).

## Schriften
- Über die Wellenlängen elektrischer Schwingungen, Annalen der Physik und Chemie, Band 41, 1890, S. 435–447